# Livijina vila
Livijina vila (latinsko Ad Gallinas Albas) je antična rimska vila v kraju Prima Porta, 12 km severno od Rima ob Via Flaminia. Verjetno je bila del dote Livije Drusile, ki jo je prinesla, ko se je leta 39 pr. n. št. poročila s cesarjem Avgustom, drugim možem. Njeno podeželsko prebivališče je dopolnjevalo njeno hišo na Palatinskem griču v Rimu.
Ta zgradba je bila znana po freskah v vrtni sobi, ki so jih odkrili leta 1863 in v muzej odstranili leta 1951. 
Lokacija je bila strateško pomembna zaradi z železom bogatih pečin rdečega tufa, ki se na tej točki približajo reki, sotočju več cest in severnega vhoda v Rim. Ime Prima Porta (Prva vrata) je nastalo po loku akvadukta nad Via Flaminia, ki je v vilo prinesel vodo in ki so ga popotniki videli kot prvi znak, da so prišli v Rim.
Vila je zasedala višino, ki je obvladovala razgled po dolini Tibere na Rim. Nekateri zidovi, ki so podpirali terase, so še vedno vidni.
Vila je bila zgrajena in spremenjena v štirih etapah, najzgodnejši republikanski čas, zadnji je čas Konstantina Velikega.

## Ad Gallinas Albas
Po legendi je cesarici Liviji padel na posestvo bel piščanec v naročje, potem ko ga je spustil orel. Kokoš je v kljunu nosila lovorovo vejo, ki so jo nato posadili. Iz te lovorove veje je nastal lovorov nasad, iz katerega so rezali svete lovorove veje cesarjev. Potomce belega piščanca so hranili v vili, ki se od takrat imenuje Villa ad gallinas albas.
Latinsko ime za vilo, Villa Ad Gallinas Albas, se sklicuje na pasmo belih piščancev, znana pa je bila tudi po lovorjevem nasadu, za katerega je Svetonij rekel, da ima zanimivo poreklo.

## Ponovno odkritje
Najdišče je bilo odkrito in raziskano že leta 1596, vendar ga kot Livijino vilo niso prepoznali vse do 19. stoletja. Leta 1863/4 so na mestu odkrili marmorni krater, izrezljan v rafiniranem nizkem reliefu. Leta 1867 so našli znameniti junaški marmornati kip Avgusta, Avgust pri Prvih vratih, zdaj je v Vatikanskih muzejih (Braccio Nuovo). Magisterial Augustus je marmornata kopija bronastega kipa, ki je slavil vrnitev vojaških praporov leta 20 pred našim štetjem, ki so jih zajeli Parti leta 53 pred našim štetjem po porazu  Krasa pri Harranu.
V 19. stoletju je vila pripadala samostanu Santa Maria v Via Lata.
Vila in vrtovi so bili izkopani in jih je mogoče obiskati. Iz treh obokanih podzemeljskih sob je največja vsebovala vrhunske iluzionistične freske s pogledom na vrt, kjer vse rastline in drevesa cvetijo in imajo sadeže istočasno, ki so jih odstranili v Rim, kjer so bile po čiščenju in restavriranju nameščene v Palazzo Massimo. Obok nad fresko je bil prekrit s štukaturnimi reliefi, od katerih so nekateri ohranjeni.
Nova serija natančnejših izkopavanj se je začela leta 1970. Sodobnejše znanstveno delo se je začelo na tem mestu leta 1995, ki ga je izvedel Soprintendenza Archeologica di Roma in vodil profesor Gaetano Messineo v tandemu s švedskim inštitutom v Rimu.

## Freska v Vrtni sobi
V razpravi o podzemni jedilnici Livijine vile je pomembno razumeti namen in postavitev prostora. V razlagi namena je bila rimska dejavnost »jedenje mnogo več kot zadovoljevanje človekove potrebe - bil je obred velikega družbenega in političnega pomena«. Glede postavitve je soba pod zemljo in dimenzijsko dolga 12,2 in široka 6 m. Ni ločenih letvic, nobene naslikane arhitekture in nobenih vidnih strukturnih elementov - soba nepričakovano ponese gledalca "ven" v popolnoma zaprt podzemni prostor s stropom z obodom. Ohišje je presenetljivo zaradi prostorske igre same sobe s svojo iluzionistično kakovostjo, neverjetna natančnost rastlinskih vrst in raznolikost zagotavlja pokrajino, ki v resnici ne more obstajati kot en vrt. Nizka kamnita stena vsebuje najdebelejše in največje zasaditve, vmes pa med gledalcem in prostorom počiva še ena ograja z ozko travnato potjo. Vrtna postavitev vključuje »popolno kombinacijo raznolikosti in številčnosti s stilizacijo in redom«, ko narava raste prosto, hkrati pa so prisotni hkratni dokazi o človekovi dejavnosti, še posebej, ker nekatere ptice obstajajo v kletkah in je lepo urejena trata vidna najbližje prostoru jedilnice.